# Anaa (Polinesia Francesa)
Anaa,  es una comuna francesa situada en el Archipiélago de Tuamotu, que forma parte de la colectividad de ultramar de Polinesia Francesa.

## Composición
Está formada por la unión de las dos comunas asociadas de Anaa y Faaite, que abarcan los atolones de Anaa, Faaite, Motutunga y Tahanea:
| Comuna asociada de Anaa   |     |      |       |
| Anaa                      | 497 | 37.7 | 13.18 |
| Comuna asociada de Faaite |     |      |       |
| Faaite                    | 401 | 8.87 | 45.21 |
| Motutunga                 | 0   | 1.38 | 0     |
| Tahanea                   | 0   | 7.7  | 0     |

## Geografía
El atolón de Anaa está formado por once motus, de los que nueve se llaman:
Kereteki, Mania, Omanaotika, Oparari, Otepipi, Putuahara, Teharie, Tematahoa y Tukuhora.

## Demografía
| Gráfica de evolución demográfica de Anaa (Polinesia Francesa) entre 1971 y 2012 |
|                                                                                 |

Fuente: Insee